# Toyotomi Hidenaga
Toyotomi Hidenaga (豊臣 秀長?; 8 aprile 1540 – 15 febbraio 1591) è stato un daimyō giapponese dell'inizio periodo Sengoku, appartenente al clan Toyotomi, precedentemente noto come Hashiba Koichirō (羽柴 小一郎?).

## Biografia
Hidenaga era il fratellastro di Toyotomi Hideyoshi, noto anche come Hashiba Hidenaga. Hidenaga si unì allo staff di Hideyoshi quando quest'ultimo si insediò nella provincia di Ōmi nel 1573 e in seguito alla morte di Oda Nobunaga nel 1582 e alla sconfitta di Akechi Mitsuhide a Yamazaki, gli fu assegnato il feudo di Kōriyama a Yamato (confiscato al clan Tsutsui). È anche ricordato con il suo titolo di corte Dainagon (大納言?)
Promosse Tōdō Takatora a ingegnere capo. In seguito prese parte all'invasione di Shikoku e qualche anno dopo guidò le avanguardie di Hideyoshi durante la campagna di Kyūshū, contribuendo pesantemente nelle sue vittorie nella conquista delle due isole. Hidenaga fu ricompensato con le provincie di Kii, Izumi e Yamato che in totale ammontavano a 1 milione di koku.
Hidenaga morì nel 1591 di una malattia che lo aveva tormentato per diversi anni, nonostante le ferventi preghiere di Hideyoshi e dei templi di Kyoto. La morte di Hidenaga fu una grande fonte di dolore per Hideyoshi e complicò molto il clan Toyotomi, specialmente dopo l'esecuzione di Toyotomi Hidetsugu nel 1585.
Morì a Kōriyama nella provincia di Yamato e la sua tomba è chiamata Dainagon-zuka (大納言塚?).

## Nella cultura di massa
È stato interpretato da Nao Ōmori nel film del 2023 Kubi.